# Kodeks Tagancewa
Kodeks Tagancewa – kodeks karny wprowadzony w Rosji w 1903, znany pod nazwą nawiązującą do swego twórcy Nikołaja Tagancewa (1843–1923).
Wprowadził zdecydowanie unowocześnione (na tle wcześniej w Rosji obowiązującego) prawo karne, w tym:
- formalną definicję przestępstwa,
- trójpodział czynów zabronionych na zbrodnie, występki i wykroczenia,
- rozróżnienie między winą umyślną, a w jej obrębie – zamiarem bezpośrednim i zamiarem ewentualnym, oraz winę nieumyślną,
- nowoczesne ujęcie usiłowania, podżegania i pomocnictwa,
- środki probacyjne – zawieszenie wykonania kary oraz warunkowe zwolnienie (głównie w ramach uniknięcia kosztów wykonania kary).

Na skutek rewolucji roku 1905 kodeks nie wszedł w życie na terenie całego Imperium Rosyjskiego, wprowadzono jedynie część ogólną. W roku 1915, wskutek pomyłki okupacyjnych władz niemieckich i austro-węgierskich, potwierdziły one jego obowiązywanie na terenie Generalnego Gubernatorstwa Warszawskiego. Natomiast w całości kodeks Tagancewa obowiązywał na ziemiach polskich dawnego zaboru rosyjskiego od roku 1917 na podstawie zarządzeń niemieckich i austro-węgierskich władz okupacyjnych, zaś w II RP na terytorium byłego Królestwa Polskiego i Kresach Wschodnich do 31 sierpnia 1932 (uchylony przez Kodeks Makarewicza).